# Another Rosie Christmas
 (février 2017).
Si vous disposez d'ouvrages ou d'articles de référence ou si vous connaissez des sites web de qualité traitant du thème abordé ici, merci de compléter l'article en donnant les références utiles à sa vérifiabilité et en les liant à la section « Notes et références ».
Albums de Rosie O'Donnell
A Rosie Christmas
(1999)
Another Rosie Christmas est un album de Rosie O'Donnell, sorti en 2000, compilation de chants de Noël en duo avec de prestigieux artistes.
Il fait suite à A Rosie Christmas sorti l'année précédente.
Les bénéfices sont reversés à la fondation « The For All Kids Foundation ».

## Liste des titres
| 1.    | Rockin' Around the Christmas Tree                      | Jessica Simpson & me                            | 2:06 |
| 2.    | Nuttin' for Christmas                                  | Smash Mouth & me                                | 2:40 |
| 3.    | Winter Wonderland                                      | Macy Gray & me                                  | 3:01 |
| 4.    | Merry Christmas From the Family                        | Dixie Chicks & me                               | 6:11 |
| 5.    | Face of Love                                           | Jewel                                           | 3:28 |
| 6.    | Ay, Ay, Ay It's Christmas                              | Ricky Martin & me                               | 3:04 |
| 7.    | Spread a Little Love on Christmas Day                  | Destiny's Child                                 | 3:41 |
| 8.    | The Bells of St. Paul                                  | Linda Eder (en)                                 | 4:25 |
| 9.    | Silver Bells                                           | Sugar Ray & me                                  | 2:41 |
| 10.   | I'm Gonna E-Mail Santa                                 | Billy Gilman & me                               | 3:21 |
| 11.   | Christmas Auld Lang Syne                               | Marc Anthony                                    | 3:05 |
| 12.   | The Prince of Peace (tiré de la comédie musicale Cats) | Trans-Siberian Orchestra feat. Marlene Danielle | 3:32 |
| 13.   | Rosie Christmas                                        | Donna Summer                                    | 4:40 |
| 14.   | Because It's Christmas (for All the Children)          | Barry Manilow & me                              | 4:14 |
| 49:32 |                                                        |                                                 |      |

Note
Liste des interprètes fournie telle que sur les listes de référence, où « me » (« moi » en anglais) crédite Rosie O'Donnell comme artiste participante.